# 1801 în literatură
Anul 1801 în literatură a implicat o serie de evenimente și cărți noi semnificative.  

## Cărți noi
- Mary Charlton – The Pirate of Naples
- François-René de Chateaubriand – Atala
- Anne Seymour Damer - Belmour
- Maria Edgeworth - Belinda
- Robert Evans – The Dream
- Elizabeth Helme – St. Margaret's Cave
- Rachel Hunter – Letitia
- Isabella Kelly – Ruthinglenne
- Sophia King – The Fatal Secret
- Mary Meeke – Which is the Man
- Agnes Musgrave – The Confession
- Amelia Opie – The Father and Daughter
- Eliza Parsons – The Peasant of Ardenne Forest
- Annabella Plumptre – The Western Mail
- J. H. Sarratt – Terror of Bohemia
- Maria Lavinia Smith – The Fugitive of the Forest
- Henry Summersett – The Wizard and the Sword
- Henry Whitfield – Geraldwood
- R. P. M. Yorke – The Haunted Palace